# Parafia św. Józefa Rzemieślnika w Kochanowie
Parafia świętego Józefa Rzemieślnika w Kochanowie – parafia rzymskokatolicka, znajdująca się w diecezji łowickiej, w dekanacie Rawa Mazowiecka. 